# Michael Peter Ancher
Pour les articles homonymes, voir Ancher.
Michael Peter Ancher, né le 9 juin 1849 dans l'île de Bornholm et mort le 19 septembre 1927 à Skagen, est un peintre danois associé aux peintres de Skagen. Il est surtout connu grâce à ses tableaux Le Canot de sauvetage transporté dans les dunes (Redningsbåden køres gennem klitterne, 1883), aujourd'hui exposé au Statens Museum for Kunst de Copenhague, et Une promenade sur la plage, peint en 1893.

## Biographie
Après des études tôt interrompues par les difficultés financières de sa famille, il travaille, dès 1865, alors qu'il n'a que 16 ans, comme employé de bureau au Manoir de Kalø, près de Rønde (en), et commence à peindre à temps perdu. À l'été 1865, son intérêt pour la peinture est stimulé par une rencontre avec Theodor Philipsen et Vilhelm Groth qui l'encouragent à persévérer et à faire des études en art.
À l'automne 1871, il est admis à l'Académie royale des beaux-arts du Danemark à Copenhague. À l'invitation de Karl Madsen, un de ses condisciples, il séjourne pour la première fois, à l'été 1874, dans le village de pêcheurs de Skagen, où il est captivé par le travail des pêcheurs et la vie simple de la petite communauté. Cet engouement qu'il partage avec son ami sera le déclencheur du mouvement pictural danois des peintres de Skagen, dont Madsen et Ancher seront deux des plus importants représentants.
Sans avoir obtenu le moindre diplôme, Ancher abandonne définitivement ses études à l'Académie en 1875 et réside pendant de longues périodes à Skagen, à l'Hôtel Brøndum, lieu de réunion de peintres, mais également d'artistes, d'écrivains, dont le futur lauréat du prix Nobel de littérature Henrik Pontoppidan, et même du compositeur suédois Hugo Alfvén.
En 1880, Michael Peter Ancher épouse Anna Ancher, née Brøndum, elle-même peintre et native de Skagen.
Devenus le point de mire de nombreux artistes danois et scandinaves, inspirés par l'art des Impressionnistes français, les peintres de Skagen favorisent l'éclosion d'un art national qui s'attache à la représentation du mode de vie des pêcheurs, du milieu familial des petites gens et des réunions entre amis. Michael Peter Ancher y révèle un art remarquable du paysage (par exemple Vue de la mer au clair de lune), mais également du portrait, ce qui contribuera à amplifier sa notoriété.
En 1883, il achève l'un de ses chefs-d'œuvre, Le Canot de sauvetage transporté dans les dunes (Redningsbåden køres gennem klitterne). En 1885, son tableau intitulé Va-t-il virer de bord ? (en) (Vil han klare pynten?) est acheté par le Christian IX de Danemark, dont Ancher fera le portrait, où figure également la reine Alexandrine, en 1915.
Il reçoit la Médaille Eckersberg en 1889 et il est fait chevalier de l'ordre de Dannebrog en 1894.
Au début du XXème siècle il prend une part importante dans la création du musée de Skagen. Mais il meurt en 1927, un an avant l'ouverture officielle.
La maison de Michael et Anna Ancher à Skagen est devenu un musée en 1967.

## Galerie

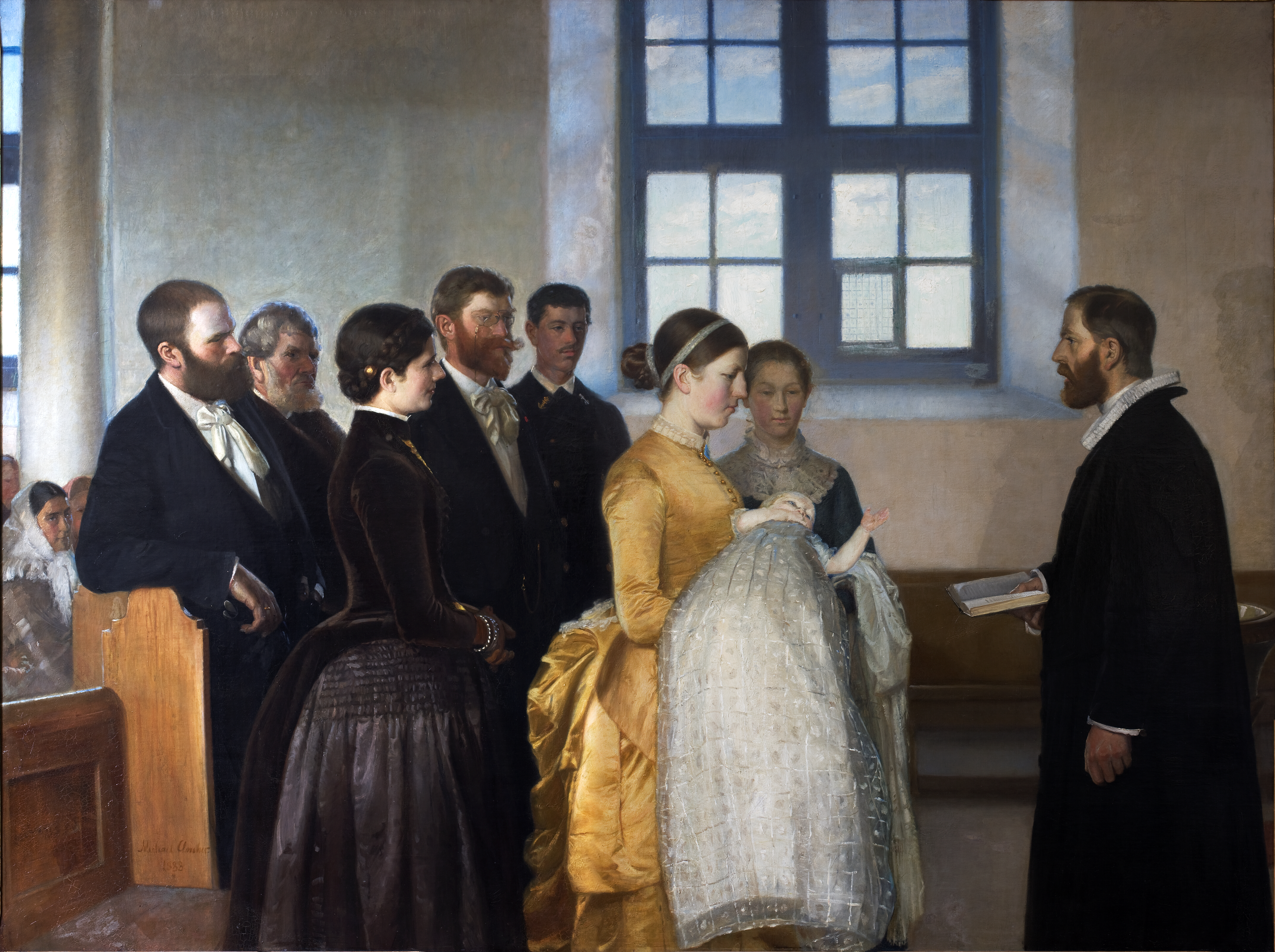
Un baptême (entre 1883 et 1888), Ribe Kunstmuseum (en), Ribe
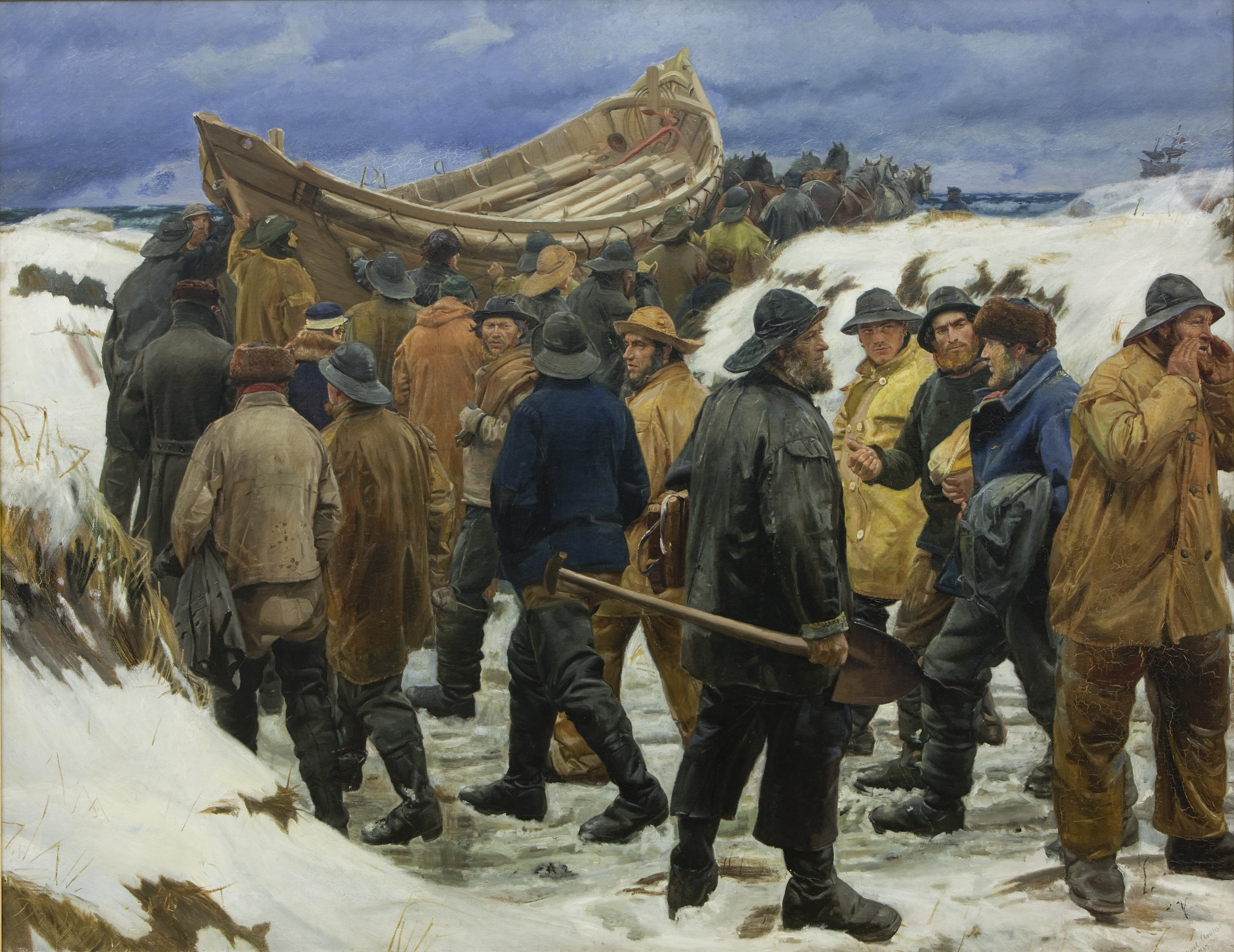
Le Canot de sauvetage transporté dans les dunes (Redningsbåden køres gennem klitterne, 1883), Statens Museum for Kunst, Copenhague
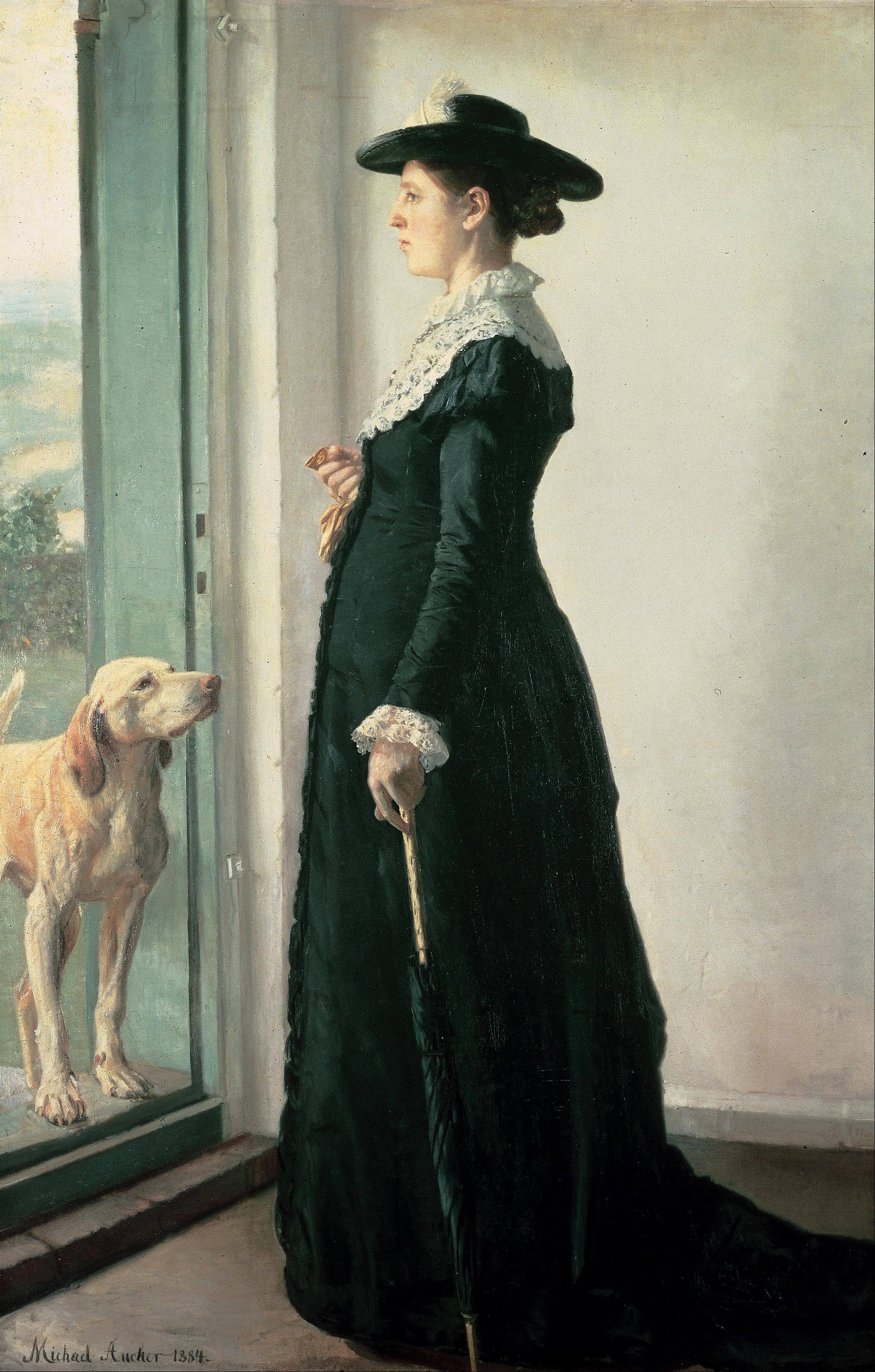
Portrait de ma femme, la peintre Anna Ancher (1884), Collection Hirschsprung, Copenhague
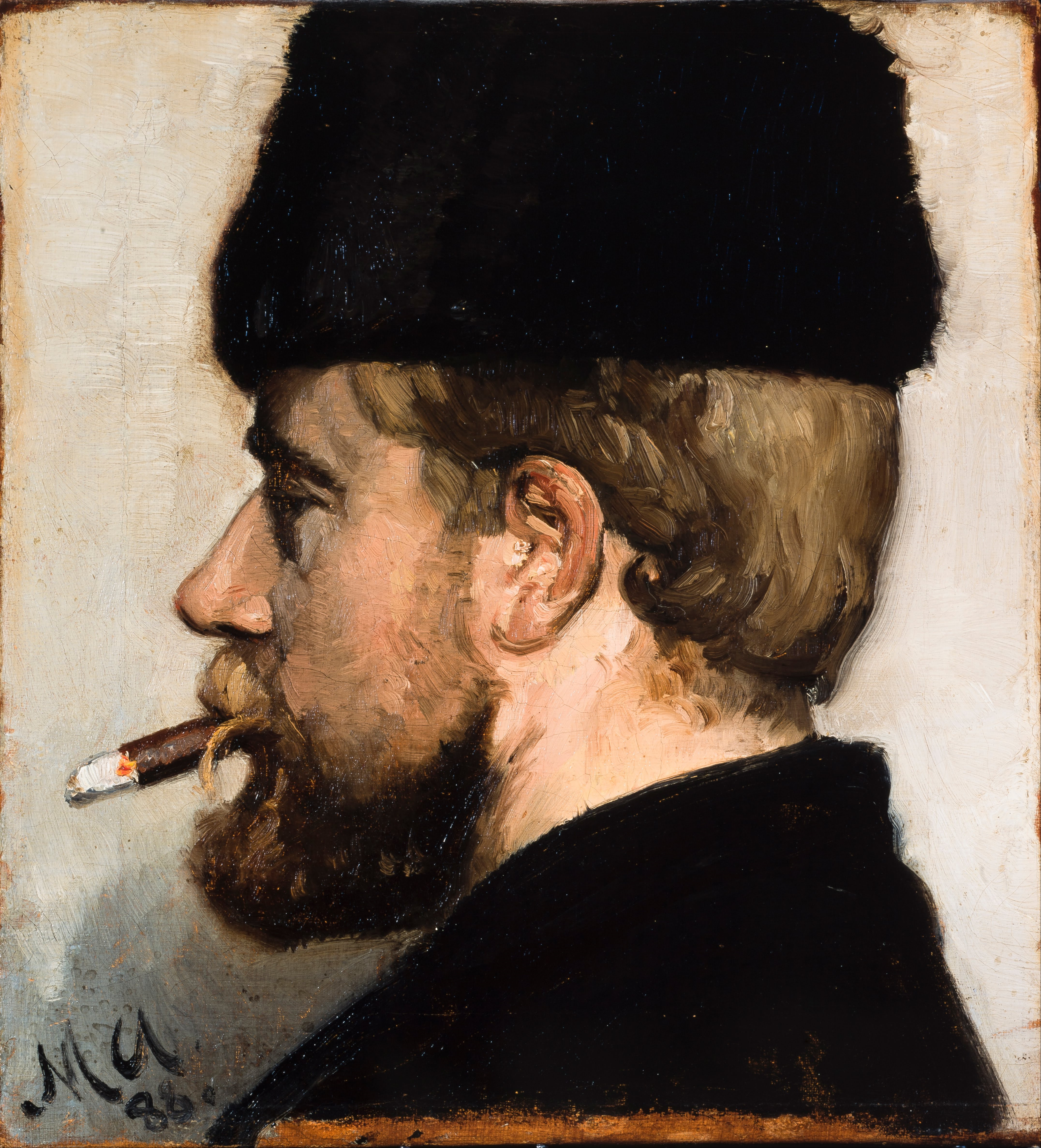
Portait de Jens Vige (1888), Musée de Skagen, Skagen
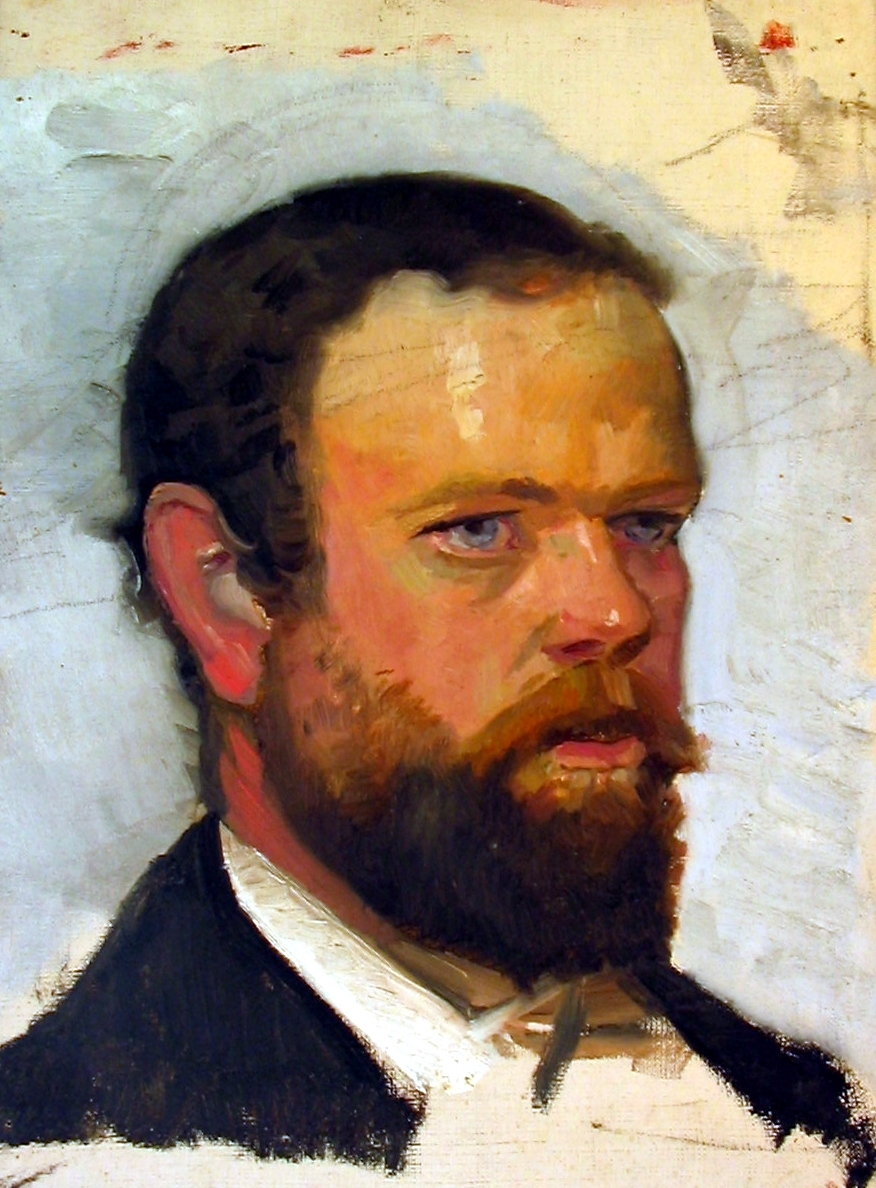
Portrait inachevé de Adrian Stokes (1888)
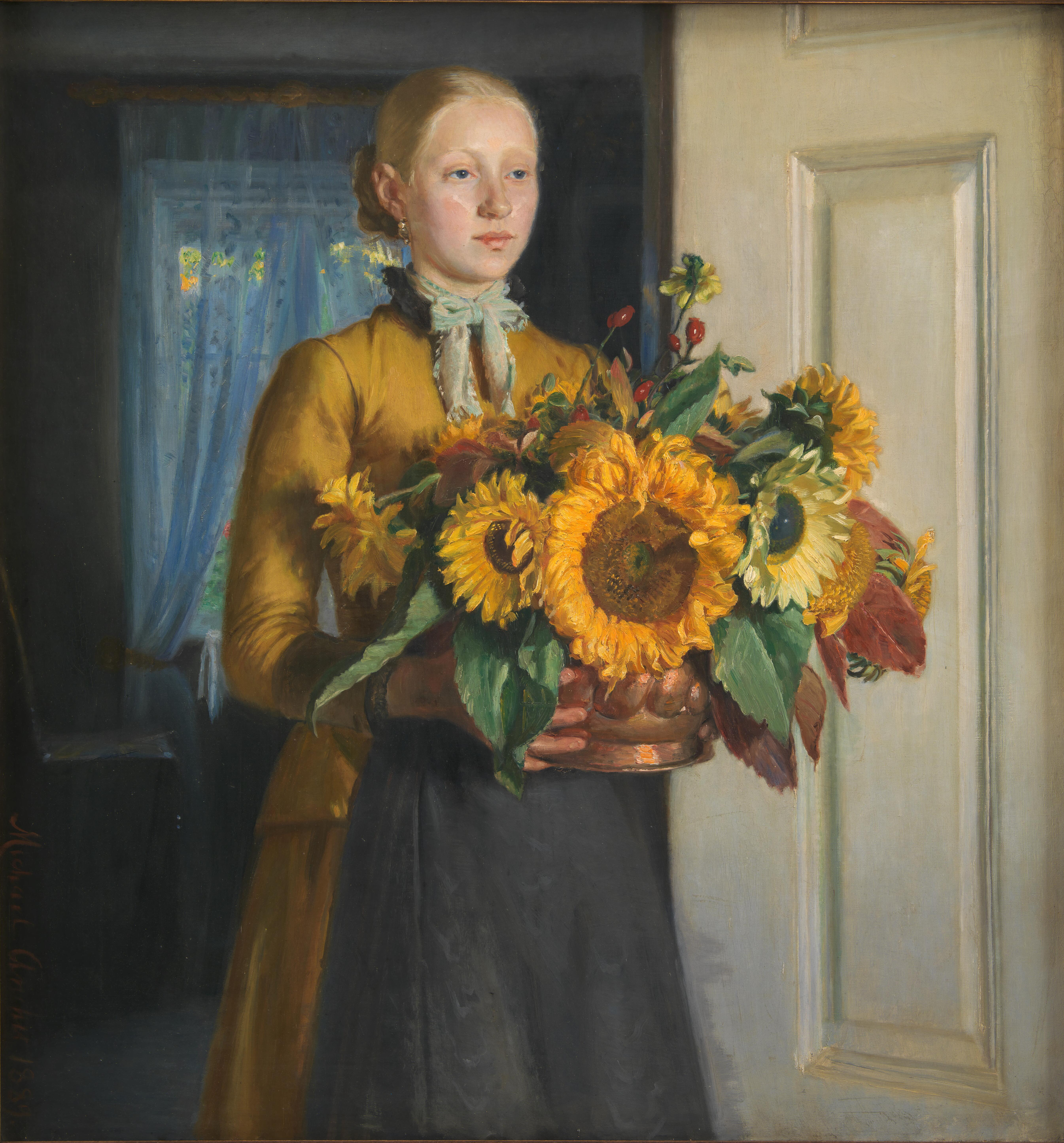
Jeune fille aux tournesols (Pigen med solsikkerne, 1889), Statens Museum for Kunst, Copenhague
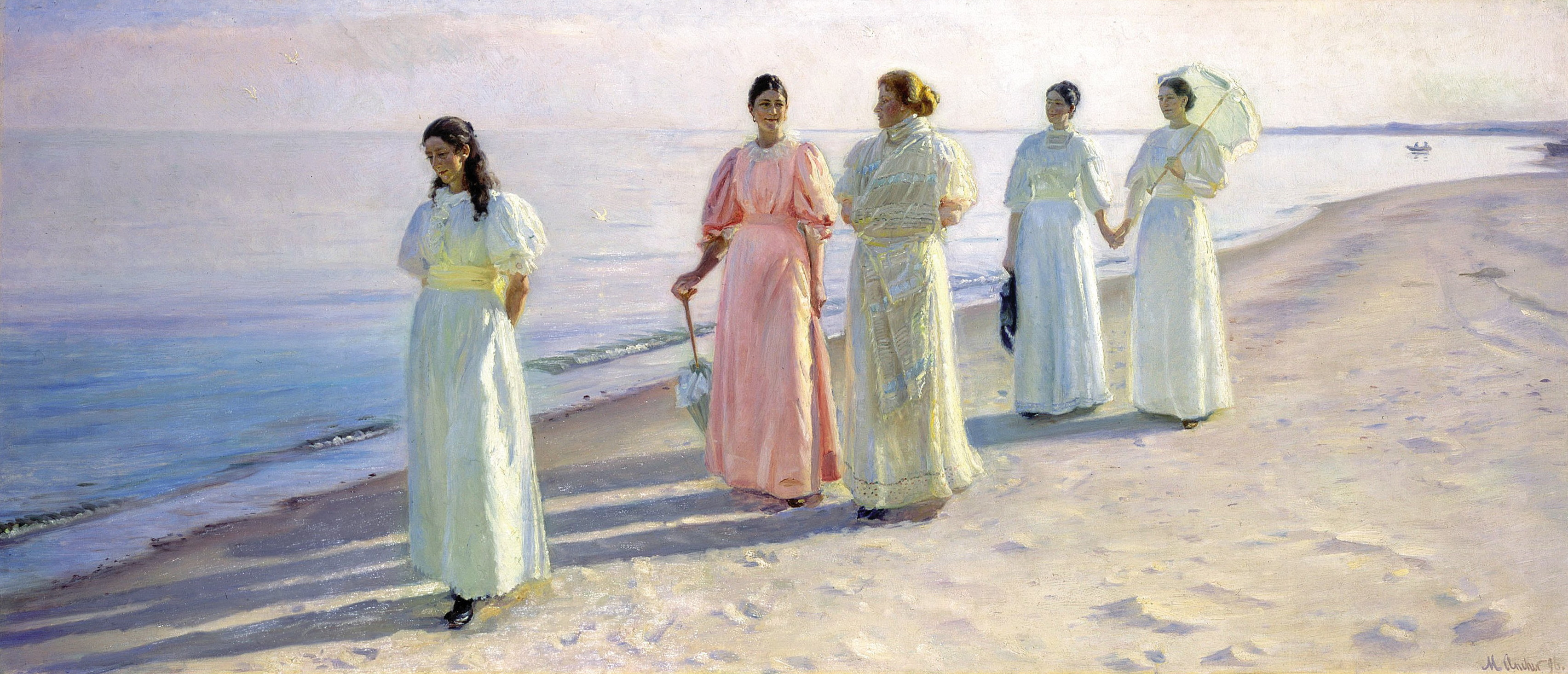
Une promenade sur la plage (En strandpromenade, 1896), Musée de Skagen, Skagen
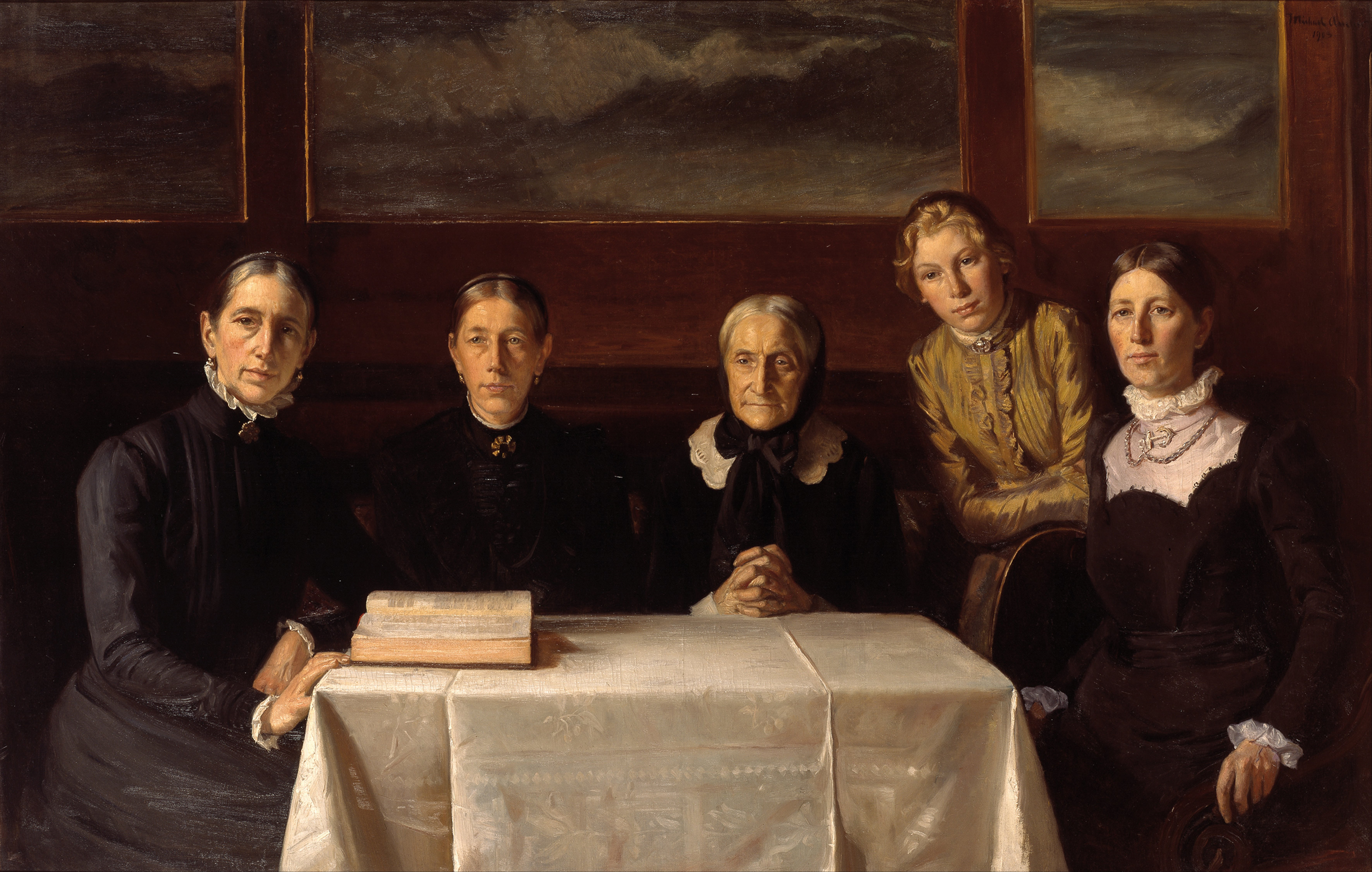
Jour de Noël 1900 (Juledag 1900, 1902), Musée de Skagen, Skagen
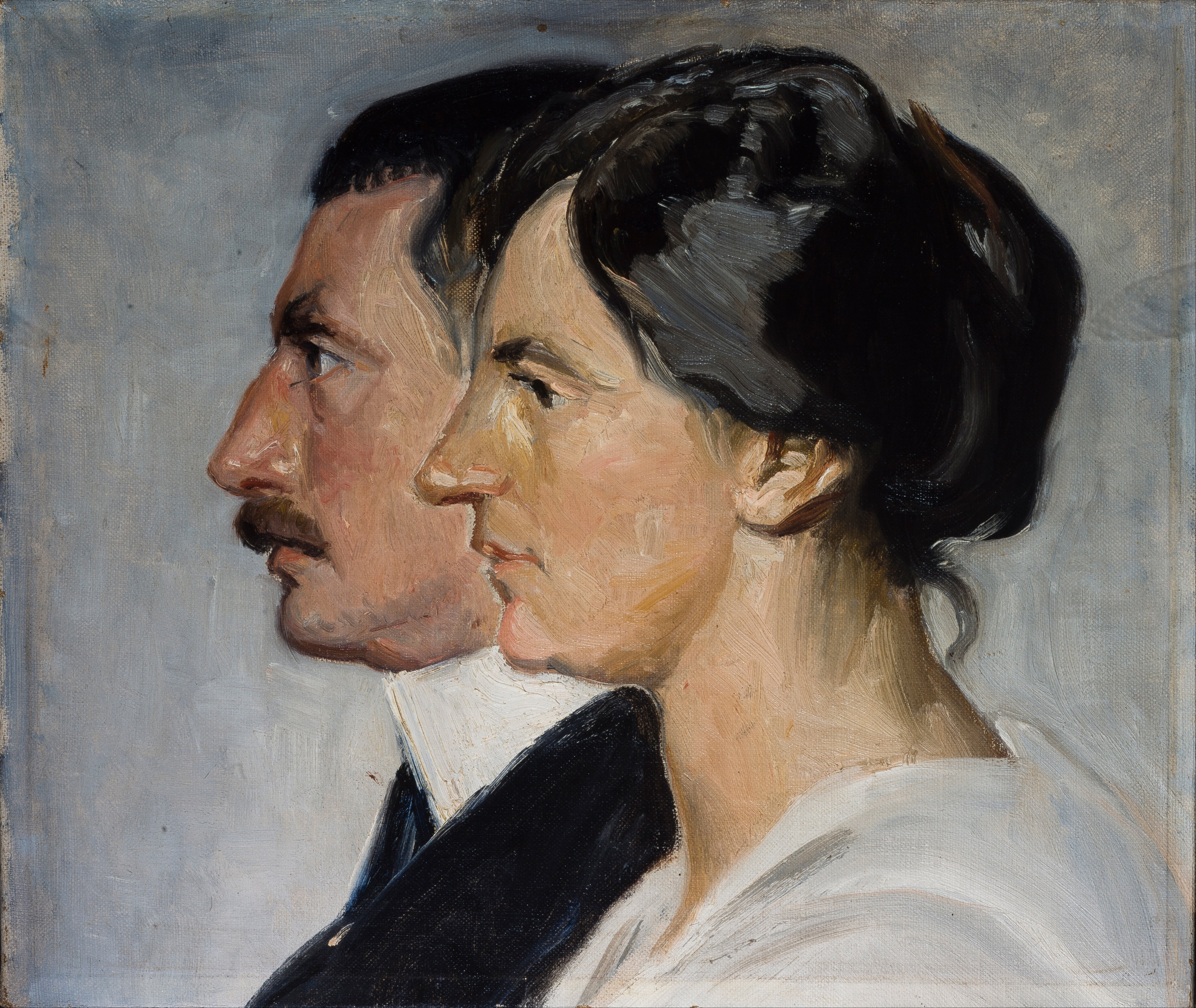
Portait du roi Christian X et de la reine Alexandrine de Denmark (1915), Musée de Skagen, Skagen
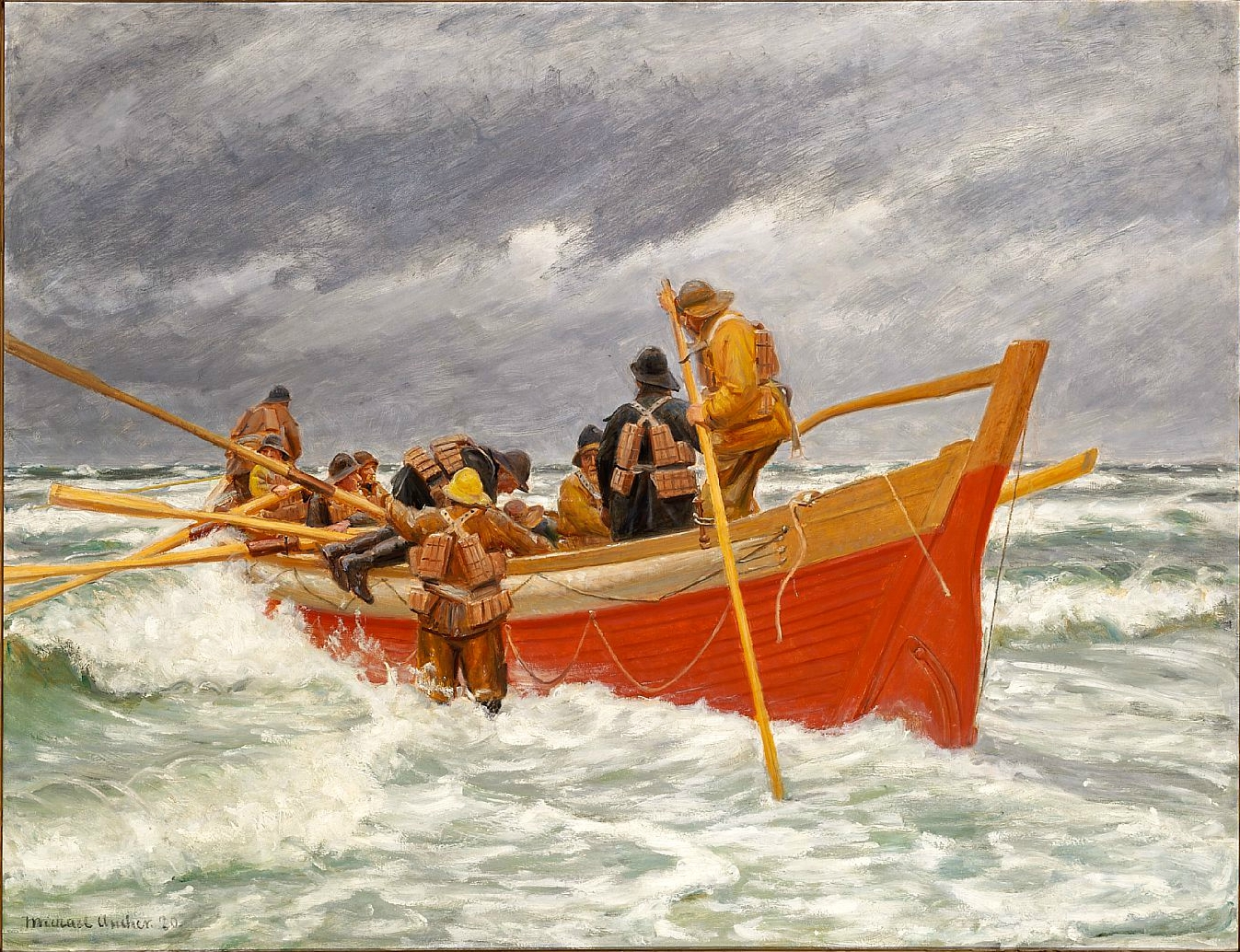
Le Bateau de sauvetage rouge à sa sortie en mer (Den røde redningsbåd sejler ud, 1920), collection particulière